# Drozdowo (gromada w powiecie łomżyńskim)
Drozdowo – dawna gromada, czyli najmniejsza jednostka podziału terytorialnego Polskiej Rzeczypospolitej Ludowej w latach 1954–1972.
Gromady, z gromadzkimi radami narodowymi (GRN) jako organami władzy najniższego stopnia na wsi, funkcjonowały od reformy reorganizującej administrację wiejską przeprowadzonej jesienią 1954 do momentu ich zniesienia z dniem 1 stycznia 1973, tym samym wypierając organizację gminną w latach 1954–1972.
Gromadę Drozdowo z siedzibą GRN w Drozdowie utworzono – jako jedną z 8759 gromad – w powiecie łomżyńskim w woj. białostockim, na mocy uchwały nr 18/V WRN w Białymstoku z dnia 4 października 1954. W skład jednostki weszły obszary dotychczasowych gromad Drozdowo, Rakowo Boginie, Niewodowo, Rakowo Czachy i Wiktorzyn ze zniesionej gminy Drozdowo w tymże powiecie. Dla gromady ustalono 17 członków gromadzkiej rady narodowej.
31 grudnia 1959 do gromady Drozdowo przyłączono wsie Truszki, Żelechy i Krzewo ze zniesionej gromady Kossaki.
31 grudnia 1961 do gromady Drozdowo przyłączono wieś Kossaki ze zniesionej gromady Bronowo.
Gromada przetrwała do końca 1972 roku, czyli do kolejnej reformy gminnej.